# Julian Hörl
Julian Hörl (* 4. März 1992 in Saalfelden am Steinernen Meer) ist ein österreichischer Beachvolleyballspieler und österreichischer Staatsmeister 2017.

## Karriere
Hörl wollte zunächst Fußball spielen, was wegen Knieproblemen scheiterte. Er begann seine Karriere 2010 beim SK Saalfelden, wohin er von seinem Vater, dem ehemaligen Bundesligaspieler Thomas Hörl vermittelt wurde. 2011 erreichte er mit Simon Schörghofer den neunten Rang bei der U20-Europameisterschaft in Tel Aviv-Jaffa. 2013 spielte er auf der nationalen Austrian Beach Volleyball Tour u. a. mit Fabian Kandolf und kam dabei regelmäßig in die Top Ten. 2013 hatte er mit Tobias Winter seinen ersten internationalen Auftritt bei den Durban Open.
2014 begann die dreijährige Zusammenarbeit mit Daniel Hupfer. International waren Hörl/Hopfer zunächst vor allem bei den CEV-Turnieren aktiv. Sie spielten die Satellites in Anapa, Antalya und Lausanne sowie die Masters in Novi Sad, Biel/Bienne und Baku, wobei sie in Aserbaidschan den neunten Platz erreichten. Auf der FIVB World Tour waren sie erstmals auf den Anapa Open vertreten. Am Jahresende wurden sie Neunte der Paraná Open und kamen bei den Mangaung Open auf den 17. Platz. National gewannen sie das Turnier in Fürstenfeld und standen in Lienz im Finale. Die Saison 2015 begannen sie bei den Luzern Open. Nach dem zweiten Platz beim CEV-Master in Jūrmala schieden sie bei den drei Grand Slams in Moskau, Sankt Petersburg und Yokohama jeweils früh aus. Von September bis November kamen sie auch bei den Open-Turnieren in Sotschi, Xiamen, Antalya und Katar nicht über zweistellige Ergebnisse hinaus. Ihr bestes nationales Resultat war die Finalteilnahme in Tulln. 2016 erreichten Hupfer/Hörl erfolgreich bei den Open-Turnieren in Kisch und Fortaleza jeweils den 25. Platz und in Cincinnati den 33. Rang. Nach dem fünften und vierten Platz bei den MEVZA-Turnieren in Ičići und Prag unterlagen sie bei der Country Quota für das Gstaad Major. Dann wurden sie Fünfte beim MEVZA-Turnier in Portorož und Neunten beim CEV-Satellite in Pelhřimov. National wurden sie immer mindestens Fünfte und gewannen das Turnier in Wolfurt. Bei der österreichischen Meisterschaft kamen sie auf den dritten Platz. Anfang 2017 erzielte Hörl mit Hupfer noch einen neunten Rang beim FIVB-Turnier in Kisch (3 Sterne), bevor sich die Wege nach dem nationalen Turnier in Neusiedl wegen Hupfers Karriereende trennten.
Hörl bildete danach ein Duo mit dem olympiaerfahrenen Alexander Huber. Hörl/Huber begannen die World Tour mit einem 17. Platz in Rio de Janeiro (4 Sterne). In Moskau und Den Haag (jeweils 3 Sterne) wurden sie 33. und bei den 5-Sterne-Turnieren in Poreč und Gstaad schieden sie früh aus. Danach waren sie auf der CEV-Tour aktiv. Zwischen einem neunten und siebzehnten Platz bei den Satellites in Siófok und Vaduz gab es einen 13. Rang beim Ljubljana Masters. Bei der Europameisterschaft in Jūrmala spielte Hörl mit Alexander Horst, schied aber trotz eines Sieges nach der Vorrunde aus. Hörl/Huber gewannen nach dem Turnier in Wolfurt auch die österreichische Meisterschaft in Litzlberg. Im Oktober wurde Hörl mit Philipp Waller jeweils Neunter beim CEV-Satellite in Baku und beim FIVB-1-Stern-Turnier in Aalsmeer.
2018 bildete Hörl ein neues Team mit Tobias Winter. Zum Jahresanfang kamen Winter/Hörl nach dem frühen Aus in Den Haag (4 Sterne) auf den neunten Platz beim CEV Masters in Pelhrimov und belegten sie beim 3-Sterne-Turnier in Kisch (Iran) den vierten Rang, bevor in Doha (4 Sterne) wieder früh Schluss war. Im Mai in Mersin und Luzern wurde sie Neunte und Siebzehnte. Beim 1-Stern-Turnier in Baden unterlagen sie erst im Finale gegen Doppler/Horst. In der folgenden Woche spielten sie das 4-Sterne-Turnier in Ostrava. Bei der EM in den Niederlanden schieden sie in der Vorrunde aus. Den 25. Platz gab es danach auch bei den FIVB-Turnieren in Wien (5 Sterne) und Moskau (4 Sterne). Auf der World Tour 2019 waren sie bei vielen Turnieren aktiv. Ihre besten Ergebnisse waren dabei die neunten Plätze in Sydney (3 Sterne), Aydın (2 Sterne) und Edmonton (3 Sterne). Sie spielen auch beim Saisonfinale in Rom. National gewannen sie das Turnier in Wallsee. Bei der österreichischen Meisterschaft schieden sie in der dritten Runde gegen Doppler/Horst aus.
Im Juli 2020 wurde Hörl mit dem deutschen Spieler Sven Winter beim Turnier der Comdirect Beach Tour 2020 in Düsseldorf Dritter. Im August gewann er mit Simon Frühbauer bzw. Philipp Waller die nationalen Turniere in Innsbruck und Wolfurt. Hörl und Tobias Winter kamen beim 1-Stern-Turnier der FIVB in Baden auf den fünften Platz. An gleicher Stelle wurden sie nach einer Finalniederlage gegen Doppler/Horst österreichische Vizemeister 2020. Bei der EM in Jūrmala spielte Hörl mit Moritz Pristauz und schied als Gruppendritter in der ersten KO-Runde gegen die Polen Kantor/Łosiak aus. Anfang 2021 erreichte er mit dem Slowenen Nejc Zemljak bei der German Beach Trophy in Düsseldorf das Playoff-Viertelfinale. Im Februar belegten Hörl/Pristauz gemeinsam mit den Teamkollegen Doppler/Horst beim an gleicher Stelle ausgetragenen Nations Clash den letzten Platz. 2021 spielte Hörl mit Laurenz Leitner im März bei der zweiten Ausgabe der German Beach Trophy und im August bei der Europameisterschaft in Wien.
Von 2022 bis 2024 spielte Hörl mit Vizeweltmeister Alexander Horst. Die beiden gewannen in ihrer ersten gemeinsamen Saison die Futures in Klaipėda und Baden und standen in der Runde der letzten Acht bei den Elite16 in Gstaad und Uberlândia sowie bei den Europameisterschaften. 2023 erhielten sie Bronze beim Challenge in Saquarema sowie Silber beim gleichwertigen Wettbewerb in Espinho, erreichten die Vorschlussrunde beim Elite16 in Paris und wurden Neunte bei der EM sowie Siebzehnte bei der WM. Beste Resultate auf der World Tour ein Jahr später waren ein geteilter fünfter Rang beim Challenge in Saquarema sowie ein geteilter neunter Platz beim Elite16 in der Hauptstadt ihres Heimatlandes. Bei der Europameisterschaft konnten sie den Platz aus dem Vorjahr wiederholen. Zuvor waren sie bei den Olympischen Spielen satz- und sieglos geblieben.
2025 spielt Hörl mit Moritz Pristauz. Bestes Ergebnis von Hörl/Pristauz auf der World Pro Tour war ein neunter Platz beim Elite16-Turnier im Mai in Ostrava.